# Кубед
Кубед (словен. Kubed) — поселення в общині Копер, Регіон Обално-крашка, Словенія. Висота над рівнем моря: 232,9 м.